# الدورية السرية
الدورية السرية مسلسل رسوم محتركة فرنسي يتكون من 26 حلقة عرض لأول مره بين عامي 1997-1998 . تمت دبلجة المسلسل للغة العربية .

## روابط خارجية
- الدورية السرية على موقع IMDb (الإنجليزية)
- الدورية السرية على موقع قاعدة بيانات الفيلم (الإنجليزية)
- Fiche de Patrouille 03 sur planet-series.tv